# 梁知先
梁知先，山東濟南府鄒平縣人，清朝初年政治人物。

## 生平
明崇禎十五年（1642年）壬午科山東鄉試舉人。清順治三年（1646年），登進士二甲，同年敕諭管理三山事務；后官至署糧道、武昌府知府，因运输途中米豆、草料纷纷漂没、搁浅，供应不及被批評；轉任兩浙都轉運鹽使、工部員外郎等。